# Komunistická strana Rumunska
Komunistická strana Rumunska (KSR, rumunsky Partidul Comunist Român, [parˈtidul kɔmunˈist rɔˈmɨn], PCR) byla marxisticko-leninistická komunistická strana v Rumunsku. Vznikla z bolševického křídla Socialistické strany Rumunska a hlásala revoluci a  svržení rumunské monarchie. V meziválečném období byla malým a nelegálním seskupením pod přímou kontrolou Kominterny. Během 30. let byla většina jejích aktivistů uvězněna nebo se uchýlila do Sovětského svazu, což vedlo k vytvoření samostatných a konkurenčních frakcí, které ve straně přetrvávaly až do 50. let. Komunistická strana se na rumunské politické scéně ukázala jako silný aktér v srpnu 1944, kdy se zapojila do královského puče, který svrhl pronacistickou vládu Iona Antonesca. S podporou sovětských okupačních sil pak komunisté donutili krále Michala I. odejít do exilu a v roce 1948 nastolili otevřeně komunistický režim, čímž vznikla Rumunská socialistická republika.
Strana pak  v letech 1948 až 1965 fungovala pod názvem Rumunská dělnická strana (Partidul Muncitoresc Român); roku 1965 ji její IX. sjezd oficiálně přejmenoval. Od roku 1953 do roku 1989 byla v podstatě jedinou povolenou politickou stranou v zemi.
Komunistická strana Rumunska byla jako ostatní podobné komunistické strany organizovaná na základě takzvaného demokratického centralismu. Nejvyšším orgánem byl stranický sjezd, který se scházel každých pět let. Mimo dobu sjezdu byl nejvyšším orgánem ústřední výbor strany, který se scházel dvakrát ročně. Většina každodenních povinností a odpovědností byla svěřena jeho předsednictvu, politbyru. V čele strany stál generální tajemník, nejmocnější muž strany i Rumunska, který míval vedle své stranické role i vysokou státní funkci předsedy vlády nebo prezidenta.
V roce 1947 Komunistická strana Rumunska pohltila většinu Rumunské sociálně demokratické strany a v té době také do ní masově vstupovali další členové. Na počátku 50. let porazila frakce kolem Gheorghea Gheorghiu-Deje s podporou Stalina všechny ostatní frakce a dosáhla plné kontroly nad stranou a zemí. Po roce 1953 strana postupně začala razit „národní cestu“ ke komunismu. Destalinizace po Stalinově smrti v ní však prakticky neproběhla. Nacionalistické a národně komunistické směřování pokračovalo i pod vedením Gheorghiu-Dejova nástupce (od roku 1965) Nicolae Ceaușesca. Po krátkém období liberalizace koncem šedesátých let Ceaușescu znovu zavedl tvrdou linii, prosadil „červencové teze“ v duchu neostalinismu a začal pěstovat svůj kult osobnosti. Od šedesátých let měl rumunský režim pověst státu poněkud nezávislejšího na Sovětském svazu než ostatní členové Varšavské smlouvy, zároveň se však stal jedním z nejtvrdších a nejdiktátorštějších komunistických režimů Evropy. Zhroutil se v roce 1989 po rumunské revoluci a s ním zanikla i Komunistická strana Rumunska, jež pak byla v Rumunsku zakázána.
Komunistická strana Rumunska během své existence řídila několik dalších organizací jako byl Svaz komunistické mládeže a školila své kádry na Akademii Stefana Gheorghiua. Kromě listu Scînteia, svého oficiálního orgánu a později hlavních novin Rumunska, jež vycházely v letech 1931 až 1989, vydávala rumunská komunistická strana v různých obdobích své historie řadu dalších místních i celonárodních periodik, například od roku 1944 dodnes existující noviny România Liberă.